# برونزية لرستان

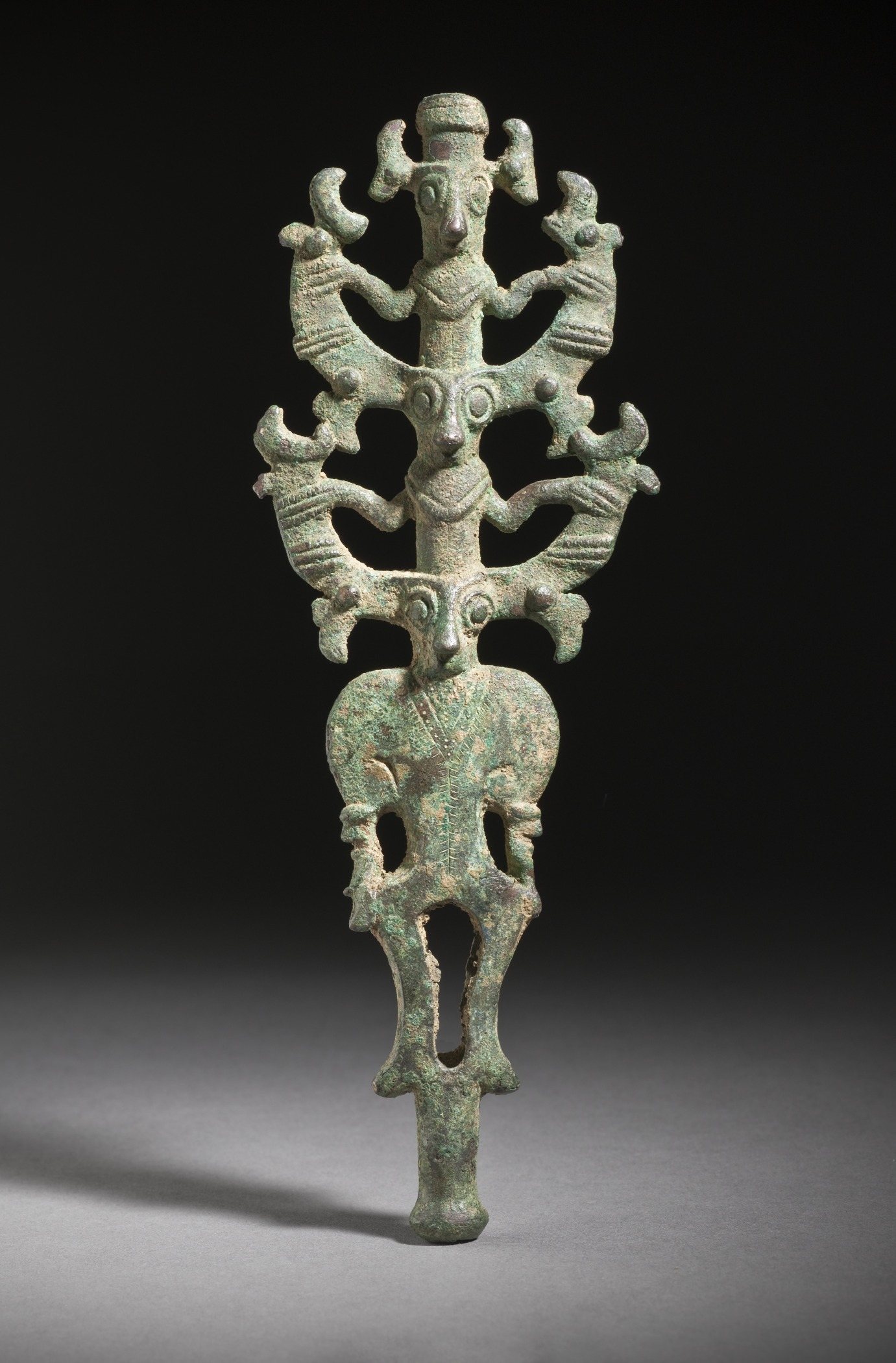

برونزيات لرستان، هي عبارة عن قطع صغيرة مصبوبة ومزينة بمنحوتات برونزية من العصر الحديدي، عُثر على أعداد كبيرة منها في محافظتي لرستان وكرمانشاه في غرب وسط إيران. ضمّت عددًا كبيرًا من الحلي والأدوات والأسلحة وسروج الخيول وعددًا أقل من الأوعية، وأغلب القطع المسجلة خلال التنقيب عن الآثار وُجدت في المدافن. بقي الانتماء العرقي للأشخاص الذين قاموا بإنشائها غير واضحًا، لكن يُعتقد أنهم كانوا فارسيين، وربما كانت لهم صلة بشعوب اللور، الذين أطلقوا اسمهم على المنطقة. يعود تاريخها إلى ما بين عاميّ 650 و1000 قبل الميلاد.
تميل الأعمال البرونزية إلى أن تكون مسطحة ومُثقبة، بشكل مشابه لصنع الأدوات المعدنية في الفن السكوثي. تمثل هذه الأعمال فن الشعوب البدوية، إذ يجب أن تكون جميع ممتلكاتهم خفيفة وقابلة للحمل، وكانت الأشياء الضرورية مزينة للغاية بشكل يتناسب مع مساحة أسطحها الصغيرة، مثل: الأسلحة والقمم (ربما لأعمدة الخيم) وسروج الخيول والمسامير والكؤوس والتجهيزات الصغيرة. كان تمثيل الحيوانات شائعًا، خاصة الماعز أو الأغنام ذات القرون الكبيرة، وكانت الأشكال والأساليب مميزة ومبتكرة. فكرة «سيد الحيوانات» شائعة، وهي تُظهر وجود إنسان متمركز بين اثنين من الحيوانات المواجهة، ولكنها عادةً ما تكون منمقة للغاية.

## اكتشافها

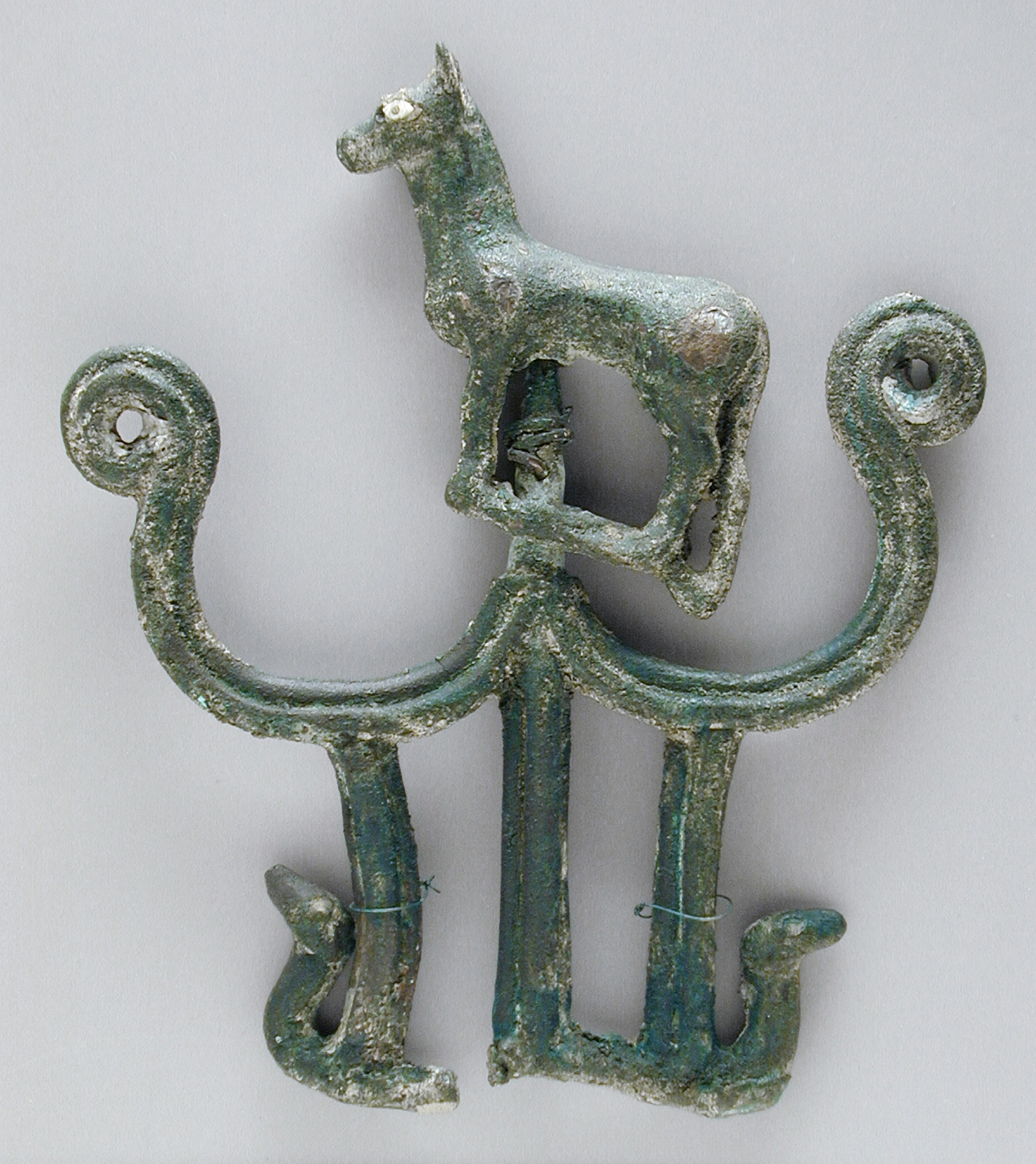
قطعة عيلامية من العصر البرونزي، نحو 2600-2400 قبل الميلاد.

ظهرت القطع البرونزية في لوريستان في سوق الفن العالمي منذ أواخر العشرينيات من القرن الماضي، ونُقّب عنها بكميات كبيرة من قِبل السكان المحليين، «لم يشجع رجال القبائل البرية على منافسة الحفارات الآلية المؤهلة»، ونُقلت عبر شبكات التجار بشكلٍ غير قانونيّ، إلى أوروبا أو أمريكا، دون وجود معلومات حول السياق الذي وجدت فيه. خُصصت أمثلة متفرقة سابقة تصل إلى الغرب في أماكن مختلفة، بما في ذلك أرمينيا والأناضول. توجد شكوك قوية بأن الآلاف من القطع المستوردة من تجار الفن مزوّرة.
أُجري العديد من حملات التنقيب العلمية منذ عام 1938 من قبل علماء الآثار الأمريكيين والدنماركيين والبريطانيين والبلجيكيين والإيرانيين على المقابر في عدة مناطق، بما في ذلك وديان بيش كوه الشمالية والجنوبية في لرستان. تُعبِّر هذه المصطلحات عن المنحدرات الشرقية «الأمامية» والغربية «الخلفية» لسلسلة جبال كابيركوه، وهي جزء من سلسلة جبال زاغروس الكبرى، والتي حددت المنطقة التي عُثر فيها على البرونز.
وُجدَت قطعتان مميزتان من لرستان في اليونان، تحديدًا في جزيرتي ساموس وكريت، ولكن من الغريب إلى حد ما أنه لم يُعثر على أي قطعٍ أخرى في مناطق مثل إيران أو الشرق الأدنى.

## المحتوى، التاريخ والتطور الأسلوبي
لم يستخدم مصطلح «برونزية لرستان» عادةً لوصف القطع البرونزية التي صُنعت ما بين الألفية الرابعة قبل الميلاد والعصر البرونزي (الإيراني) (1250-2900 قبل الميلاد)، رغم أنها متشابهة.
شابهت القطع البرونزية المبكرة الموجودة في حضارة عيلام، والتي شملت لرستان، تلك الموجودة في بلاد الرافدين وعلى الهضبة الإيرانية، لكن فيما بعد أصبحت الأشكال الحيوانية موضوعًا شائعًا في القطع البرونزية الصغيرة. وقبل فترة قصيرة من صنع البرونز المُتعارف عليه، ظهرت العديد من الخناجر أو السيوف القصيرة المنقوش عليها أسماء ملوك بلاد الرافدين وقيل إنها جاءت من لرستان، كانعكاسٍ لأنماط الخدمة العسكرية.
كانت المنطقة، قبل عصر البرونز، الموطن الأصلي لسلالة الكيشيين، الذين لم يكونوا يتحدثون اللغة الإيرانية، ثم أصبحت تحت سيطرة قوم الميديين الناطقين باللغة الإيرانية. وبالنسبة لمعظم عصر البرونز، كانت، على الأقل من الناحية النظرية، جزءًا من الإمبراطورية الآشورية الحديثة. كمنطقة ريفية جبلية، بقي صعود وسقوط هذه الإمبراطوريات بالنسبة للمنطقة غير مؤكد إلى حد كبير؛ ويبدو أن الاحتباس الحراري قبل 1000 قبل الميلاد أثر بشكل كبير عليها. القطع القليلة المنقوشة المنسوبة إلى لرستان هي قطع غير مُسجَّلة من سوق الآثار.
قسم علماء الآثار الفترات التي أنتجت البرونز خلال العصر «الحديدي المتأخر في لرستان» إلى ثلاث فترات. كان العصر الحديدي المتأخر الثاني هو الأقل إنتاجية، وهو غير مفهوم جيدًا. ظلت تواريخ هذه الفترات غير دقيقة ولكن «من الممكن الإشارة إلى أن المواد من العصر الحديدي الأول صُنِّعت في السنوات الـ1000 قبل الميلاد، وتلك الخاصة بالعصر الحديدي الثاني في نحو 750 - 900/800، والعصر الحديدي الثالث في 750/725 - 650».
يُعتقد الآن أن التطور في أسلوب صناعة القطع عائد إلى التخيلات الطبيعية للإنسان والحيوان، رغم أنه لم يتضح بعد ما إذا كان هذا الاتجاه ثابتًا. وهو يعكس ما اقترحه ميخائيل روستوفتسيف، أحد أوائل الكتاب في مجال البرونز.

## أنواع القطع

### تيجان ومعايير وأنابيب الحيوانات
من بين أكثر الخصائص المميزة مجموعة من القطع ذات المقبس المجوف أو الحلقة المفتوحة، والمصممة لتُثبّت في الجزء العلوي من العمود أو أي دعم شاقولي آخر. يمكن وصفها بأنها تيجان ومعايير وأنابيب الحيوانات؛ يستخدم الكُتَّاب كل هذه المصطلحات، ويفرقون بينها على أساس شكل الديكور فقط. عُثرَ على عدد قليل جدًا من هذه المجموعة من خلال الاستكشافات الأثرية على العكس من الأنواع الأخرى. يُعتقد بأنها استُخدمت مع عناصر قابلة للتلف، إما كديكور إضافي أو لتشكيل مجموعة ما. اقتُرحت العديد من الأفكار المتعلقة بوظيفتها، دون التوصل إلى اتفاقٍ عام في الآراء؛ تقول أحد الاقتراحات الثابتة أن الفروع الورقية أو المزهرة كانت تُدرج في الأعلى. تشير الأرقام الباقية إلى أن هذه القطع لم تكن نادرة، بل ربما كانت في متناول معظم الأسر.
إذا أخذنا المجموعات حسب تسلسلها الزمني العريض، الأولى: «التيجان الحيوانية»، وعليها حيوانان متواجهان، كزوج من الماعز الجبلي كبير القرن (أو الماعز أو الضأن البري) تواجه بعضها البعض بوجود أنبوبٍ مركزي أو حلقاتٍ مفتوحة (عند التقاطعات) بينهما. كان منها البازن، وهو نوع من الماعز البري المحلي، رُوِّضَ منذ آلاف السنين؛ وله قرون منحنية كبيرة مع أضلاع متمايلة. بالمقارنة مع الأنواع اللاحقة، فإن الحيوانات أكثر طبيعية، خاصة مجموعة الماعز، ومع ذلك، لا يمكن تحديد أنواعها بدقة كبيرة. في بعض الأمثلة، تكون الأشكال «شيطانية»، لها سمات بشرية باستثناء قرونها الكبيرة.
تُعتبر المجموعة التالية أقل شيوعًا، وغالبًا ما يطلق عليها اسم «المثل الأعلى المعياري». يوجد أيضًا النوع القططي من تيجان الحيوانات، يضاف إليه رأس بشري منفصل بين رأسي الحيوانين، ويكون محمولًا بواسطة كفيهما الأماميين. أصبحت التصاميم مُثقبة، وفيها مساحات مُشكلة من الرأس البشري والرأس والرقبة لكل قط، بالإضافة إلى الأرجل الخلفية. المعنى من هذه المجموعة، إن وجد، غير واضح، لكن يبدو أنها تعكس اتجاه المجموعة الثانية الأكثر شيوعًا، والتي تسمى «معايير سيد الحيوانات».
تمتلك هذه المجموعة شكلًا أكثر اكتمالًا، إذ يُنظَر إليها الآن كشكلٍ بشري أساسي (بما في ذلك وجود شخصيات إلهية وشيطانية) بين الحيوانين، مشكلةً مع بعضها نموذج سيد الحيوانات، الذي يزيد عمره بالفعل عن 2000 سنة في هذه المرحلة، والأيكونغرافيا في فن بلاد الرافدين. جميع الأشكال مبسطة للغاية، وغالبًا ما يتكرر الشكل بالكامل تحتها في الاتجاه المعاكس. تميل أجساد الأشكال الثلاثة إلى الاندماج من الوسط في الأنبوب المركزي، قبل أن تنحرف مرة أخرى عند الأطراف السفلية.